# آنتونیفو
آنتونیفو (به لهستانی: Antoniewo) یک روستا در لهستان است که در Gmina Siemiątkowo واقع شده‌است.